# Lineodes peruviana
Lineodes peruviana is een vlinder van de familie van de grasmotten (Crambidae). De wetenschappelijke naam van deze soort is voor het eerst voorgesteld als Stenoptycha peruviana door Philipp Christoph Zeller in een publicatie uit 1877.
De soort komt voor in Peru.